# Одо I (лужицкий маркграф)
Одо (Годо, Ходо) I (нем. Hodo I.; ок. 930 — 13 марта 993) — лужицкий маркграф с 965 года, граф Ницици и Цицици с 966 года, граф в южном Нордтюринггау с 974 года, младший сын Кристиана II, графа Серимунта, Нордтюринггау и Швабенгау, и Хидды, дочери Титмара, графа в Северной Тюрингии. После смерти маркграфа Саксонской Восточной марки Геро I Железного Одо стал одним из самых влиятельных правителей Саксонии.

## Биография

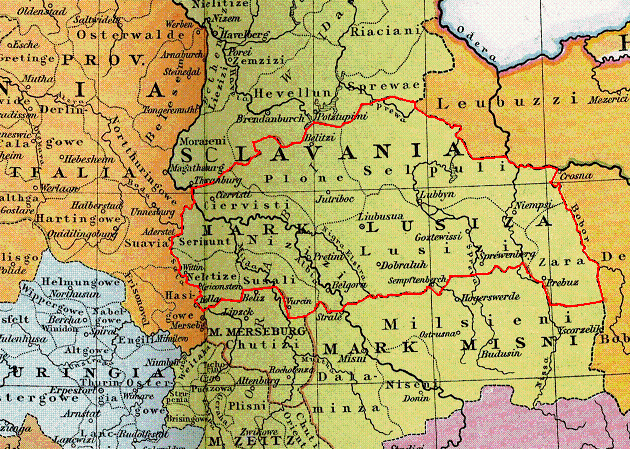
Саксонская Восточная марка, Серимунтгау, Ницици и Нордтюринггау ок. 1000 г.

Точное происхождение Одо в исторических источниках не указывается. По мнению историка Джекмана, Одо был сыном графа Кристиана и Хидды. Эта версия кажется наиболее правдоподобной, о чём свидетельствует расположение гробницы Одо в Нинбургском соборе рядом с захоронениями его отца и брата, а также земли, которые унаследовал Одо от своих родственников.
После смерти дяди Одо,  Геро I Железного в 965 году, его разросшаяся марка была разделена, в результате чего были созданы новые маркграфства. Императором Оттоном I Одо была передана в лен Саксонская Восточная (Лужицкая) марка, а его брат Титмар I стал правителем Мейсенской марки. В его владения также входили гау Сельпули и Цицици и, возможно, часть Серимунтгау. В следующем году Одо было передано гау Ницици. Позднее, в 974 году, он стал графом в южном Нордтюринггау. В этом же году Одо впервые упоминается с титулом маркграфа (marchio). До этого Одо официально имел титул графа, несмотря на то что он владел маркой еще в 965 году.
В 972 году Одо, опасавшийся возросшего могущества Польши, начал войну против польского князя Мешко I, который платил дань императору за свои владения между Вартой и Одером. Одо была выгодна граница между Германией и Польшей по Варте, так как он пытался распространить своё влияние на территории между этими реками, однако Мешко не хотел признавать подобную границу. В июне Одо вторгся на территорию Польши вместе с графом Зигфридом фон Вальбеком. 24 июня состоялась битва при Цедене, в который брат польского князя Чтибор полностью разгромил Одо и Зигфрида. Император, который в это время находился в Южной Италии, призвал Одо и Мешко прекратить военные действия и обещал разрешить конфликт. Мешко укрепил западную границу Польши и расширил свою территорию в сторону Померании.
Одо активно участвовал в оборонительных боях против славян, укреплял восточную границу, а также пытался покорить берега Эльбы, на которых проживали славянские племена. Одо принял участие в подавлении Славянского восстания 983 года, но потерпел поражение.
После смерти маркграфа Титмара в 979 году Одо унаследовал часть его феодов, но Мейсенская и Мерзебургская марка полностью перешли к сыну Титмара, Геро II. Под давлением Геро, сын и наследник Одо, Зигфрид, был отстранён от наследования и пострижен в монахи, а сам Геро стал новым наследником маркграфа. Одо находился в постоянном конфликте с архиепископами Магдебурга. Также он был одним из воспитателей будущего императора Оттона II.
Одо умер в 993 году и был похоронен в монастыре в Нинбург, основанный его братьями Титмаром и Геро, архиепископом Кёльна. После смерти своего отца Зигфрид оставил Нинбургский монастырь и попытался вернуть себе наследство. Этого ему сделать не удалось, но в 1030 году он вступил в союз с польским князем Мешко II, который совершил набег на территорию Германии.

## Брак и дети
Жена: N. Дети:
- Зигфрид (ум. после 1030), монах в Нинбурге
- Хидда; муж — Адальберт I, граф фон Балленштедт
- Алфринус, монах в Корвее